# Apollo 1
Apollo 1 je označení pro vesmírnou loď původně označovanou jako Apollo/Saturn 204 (AS-204), která byla zničena 27. ledna během cvičné simulace odpočítávání. Dne 27. ledna 1967 se posádka připravovala uvnitř kabiny, nacházející se na vrcholu rakety Saturn 1B vztyčené na startovní rampě LC 34. V důsledku závady na kabeláži kabiny přeskočila jiskra, která v atmosféře tvořené čistým kyslíkem způsobila požár, při němž všichni tři astronauti zahynuli.
Po prvních třech (nepilotovaných) letech programu Apollo (v chronologickém pořadí AS 201, AS 203 a AS 202) byl na 21. února 1967 plánován první pilotovaný let s kódovým označením AS 204.

## Posádku tvořili
- Virgil Ivan "Gus" Grissom – velitel (příprava na 3. let do kosmu, předtím Gemini 3 a Mercury-Redstone 4)
- Edward Higgins White, II – starší pilot (příprava na 2. let do kosmu, předtím Gemini 4)
- Roger Bruce Chaffee – pilot (příprava na 1. let do kosmu).

## Souvislosti, příčiny požáru
V roce 1967 byl nevyhlášený souboj o Měsíc mezi USA a SSSR v plném proudu. Proto vývoj kosmické lodi pro lunární výpravu probíhal v překotném spěchu. První kosmická loď byla na kosmodrom dodána už v srpnu 1966. Dodávku získala firma North American Aviation, která byť nevyhrála výběrové řízení, dokázala si pomoci díky zákulisním jednáním. S lodí Apollo bylo od počátku mnoho problémů pramenících z nedotaženosti konstrukce. Mnoho úprav se provádělo na poslední chvíli. Budoucí posádka k roztrpčení zjistila, že dodaná kosmická loď neodpovídá pro množství provedených úprav a změn uspořádání simulátoru, na kterém cvičila. Grissom se z tohoto důvodu dokonce odmítal na simulátoru do odstranění nedostatků dále připravovat.
Kabina byla plná hořlavých materiálů, jako je nylon a velcro (suchý zip), všude se nacházely nechráněné kabely bez jakéhokoliv uchycení, pospojované izolační páskou, po kterých se běžně šlapalo a volně se třely o sebe. Loď měla nevyhovující konstrukci vstupního průlezu, která znesnadňovala případnou evakuaci. Několik měsíců před tragickým testem lodi proběhlo jednání mezi NASA a North American Aviation. Hlavním bodem byla závěrečná zpráva o připravenosti lodi. Ze strany NASA byly vzneseny připomínky (podle některých informací došlo i k hádce - protokol z jednání nebyl dosud oficiálně zveřejněn) zejména k použití hořlavých materiálů v kabině. Tomuto se však zástupci North American Aviation ze všech sil bránili, požadované změny se ve skutečnosti rovnaly kompletní přestavbě kabiny, která by kromě finančních aspektů přinesla i zpoždění v dodávkách a NASA trvala na dodržování termínů. Materiál proto označili jako uspokojivý a přidali varování, že další požadavky mohou ohrozit termín stanovený prezidentem J. F. Kennedym, a to dopravit Američana na Měsíc do konce desetiletí. Reakce ze strany NASA bylo konstatování, že suché zipy, které „hoří jako papír a prskají při tom na všechny strany“, by v North American mohli odstranit alespoň z blízkosti elektrických rozvodů.
Dalším nebezpečím ukrytým v lodi byla konstrukce vstupního průlezu. Loď měla dvojitý plášť, tudíž i vstupní dveře byly stejné konstrukce. Vnitřní díl se otevíral do kabiny, druhý vně lodi. Navíc bylo potřeba otevřít poklop v aerodynamickém krytu, který byl na lodi nasazen během startu. Otevření takovéhoto průlezu trvalo 90 sekund. Původ tohoto nešťastného řešení lze nalézt v nehodě lodi Mercury 4 21. července 1961, kdy se po přistání v moři - patrně v důsledku deformace po dopadu na hladinu - uvolnil poklop v průlezu kabiny. Kosmická loď se potopila a podařilo se ji nalézt a vyzvednout až v roce 1999. Astronauta (shodou okolností to byl Grissom) se na poslední chvíli podařilo zachránit - málem se utopil ve skafandru, který nestačil utěsnit. Ve snaze zabránit podobné události nebo dokonce náhodnému otevření při letu vesmírem při selhání uzavíracího mechanismu zvolili technici tento složitý systém. Takto řešený průlez navíc neumožňoval výstup do volného prostoru. Proto byl zahájen vývoj nových, jednoplášťových dveří, ty však měly být dokončeny až pro některý z dalších letů.

## Požár
Dne 27. ledna 1967 měl být proveden simulovaný start lodi a nakonec nácvik nouzového opuštění lodi. Zajímavostí je, že tentokrát měly být v těsné kabině 4 osoby. Spolu s astronauty chtěl do kabiny nastoupit i ředitel letových operací posádek a kandidát na astronauta - Donald Slayton. Virgil Grissom totiž před osudným testem vyzval hlavního manažera lodi Joa Sheau, aby se s nimi zúčastnil simulovaného startu a na vlastní oči se tak přesvědčil, že loď stále trpí množstvím závad. Shea odmítl s tím, že bude vše pozorně sledovat z řídícího bunkru. Slayton se rozhodl, že by se mohl přesvědčit o skutečném stavu věcí a byl připraven spolu s posádkou do lodi nastoupit. Na místě však zjistil, že by jeho přítomnost nebyla mnoho platná, musel by ležet na podlaze pod sedačkami, a navíc pro něho nebyla k dispozici komunikační aparatura. Těžko by tak věděl, s jakými problémy se posádka potýká.
Test začal s hodinovým zpožděním, protože při nástupu do kabiny ucítila posádka zvláštní zápach. Následoval rozbor vzduchu, který neodhalil nic podezřelého, a odvětrání kabiny. Kabina byla natlakována čistým kyslíkem na 110 % atmosférického tlaku. Toto není normální stav - jednalo se o opatření pro kontrolu netěsností. Raketa nebyla naplněna pohonnými hmotami, a proto nebyly v pohotovosti záchranné složky. Neustále se vyskytovaly problémy se spojením. Časté rušení a praskání statické elektřiny ve sluchátkách dávalo tušit závadu v elektrických rozvodech. Zhruba po třech hodinách v čase T minus 11 minut bylo odpočítávání zastaveno a technici se snažili odhalit závadu na spojových linkách. V průběhu této přestávky se odehrála tragédie.

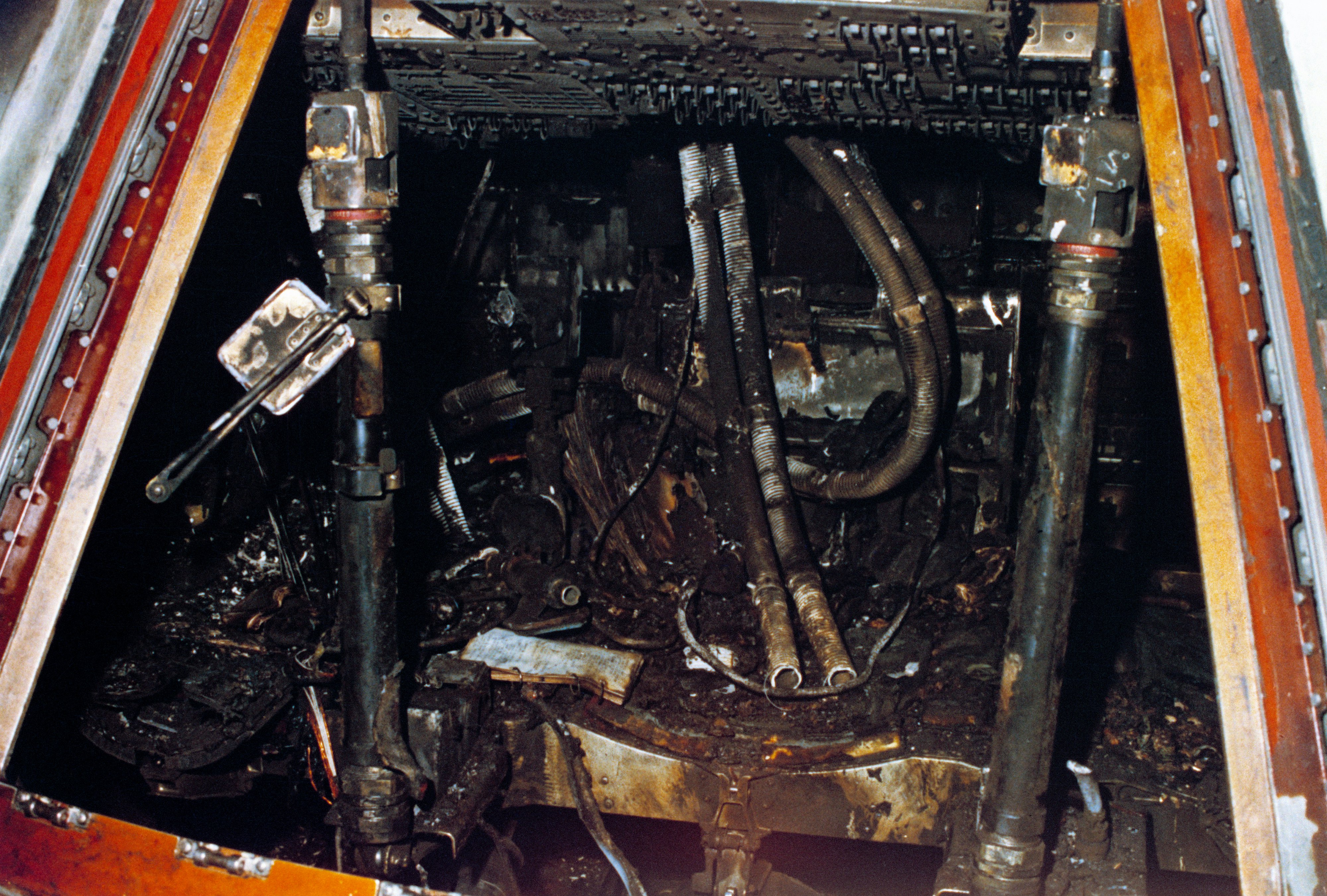
Pohled do kabiny po požáru

V 18:30:21 se Whiteovi prudce zvýšil tep, pravděpodobně zaregistroval první náznak problému. V 18:30:50 došlo k prudkému poklesu napětí jednoho elektrického okruhu lodi - došlo zde ke zkratu. Po asi deseti sekundách následoval výkřik Chaffeeho „Požár! Máme požár na palubě“. V tomto okamžiku vstávají Grissom a White ze svých sedadel a pokoušejí se otevřít vstupní průlez. Chaffee zůstává podle předpisů na místě a udržuje komunikaci. Grissom se snaží otevřít vyrovnávací ventil a srovnat tlak v kabině s tlakem venku, což se mu nepodaří, oheň mu odřízl cestu. V 18:31:16 Chaffee: "Máme tady hrozný požár! Dostaňte nás odtud! Hoříme!" Pak se spojení přerušilo. V tuto chvíli dosahoval tlak v lodi 200-275 % tlaku atmosférického, což znemožňovalo otevření dovnitř otevíraného poklopu. Kabina nebyla stavěna na tyto podmínky a její stěna praskla. Vyvalil se dým a techniky, kteří se snažili pomoci z tzv. „bílé místnosti“, ze které se nastupuje do lodi, zasáhla tlaková vlna, žár a kapky roztaveného materiálu. Průlez se povedlo vypáčit po 5 minutách, většina z přítomných skončila s otravou kouřem v nemocnici, protože jejich ochranné masky byly určeny na ochranu při úniku paliva, ne pro nasazení v kouři z požáru a propouštěly kouř. Hasit nebylo potřeba, oheň vyčerpal všechen kyslík a uhasl. Astronauti utrpěli popáleniny, nikoliv však smrtelné. Smrt nastala udušením dýmem. Pravděpodobnou příčinou požáru bylo poškození izolace kabelu poblíž vstupního otvoru, dalším podezřelým byla kabeláž nacházející se pod sedadlem Virgila Grissoma. Vzhledem k destrukci interiéru nebylo možné určit přesné místo. Kabely, které byly zcela volně vedeny po celé lodi, se mohly prodřít prakticky kdekoliv a v kyslíkové atmosféře stačila malá jiskra.

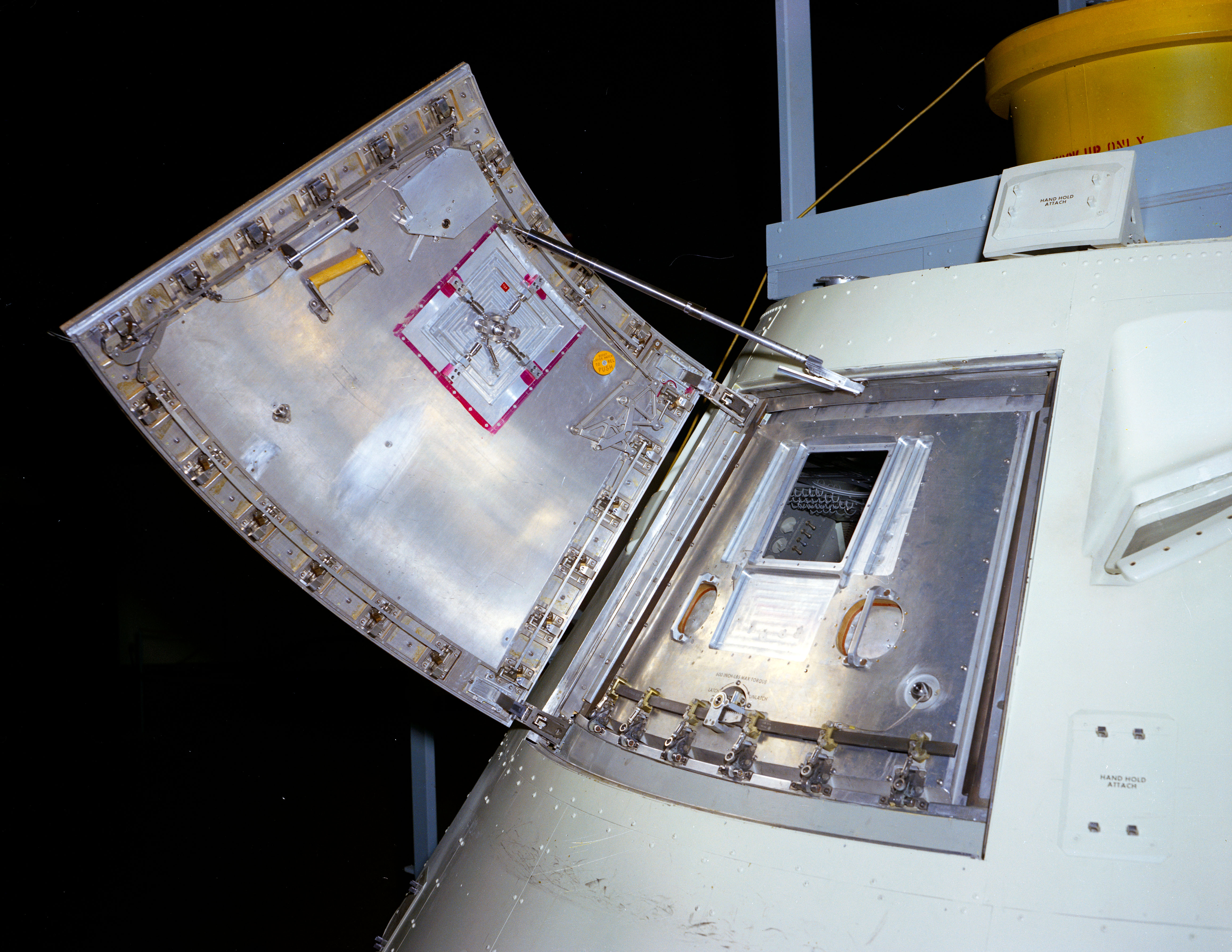
Dvojitý systém dveří Apolla 1

Ironií osudu v den pohřbu posádky Apolla 1 uhořeli na základně Brooks AFB dva vojenští piloti při pokusu v komoře s kyslíkovou atmosférou. Na následky požáru v atmosféře naplněné kyslíkem zemřel roku 1961 také sovětský kosmonaut Valentin Bondarenko, když po ukončení lékařských testů jím odhozený kousek vaty namočený v ethanolu dopadl na žhavou elektrickou desku. Tato nehoda ovšem byla Sovětským svazem dlouho tajena.
Po analýze příčin nehody došlo k přijetí řady opatření, z nichž nejvýznamnější bylo, že pro zmírnění rizika požáru byla napříště atmosféra velitelské kabiny Apollo v době, kdy raketa stojí na startovní rampě nebo se nachází v předorbitální fázi vzletu, tvořena směsí 60 % kyslíku a 40 % dusíku. Byla provedena náhrada všech hořlavých materiálů, např. tzv. nehořlavou textilií beta a změny v systému otevírání vstupního průlezu.
NASA rozhodla, že neuskutečněný tragický let AS 204 ponese nadále označení Apollo 1 a následující let, tj. 4. uskutečněný let programu Apollo, ponese označení Apollo 4. Žádnému letu tak nebylo přiřazeno označení Apollo 2 či Apollo 3.
Po nehodě byla raketa Saturn 1B sejmuta ze startovní rampy a po provedení údržby byla použita při letu Apollo 5.
Prvním uskutečněným pilotovaným letem programu Apollo byl let Apollo 7.